# Освіта в Англії
Освіта в Англії контролюється Управлінням освіти Великої Британії. Органи місцевого самоврядування несуть відповідальність за впровадження політики місцевої освіти для державної освіти та державних шкіл.

## Система освіти в Англії
Законом про освіту, прийнятим у Великої Британії в 1996 році, основними повноваженнями щодо забезпечення освітнього процесу наділені органи місцевого самоуправління. Саме вони мають сприяти розвитку системи державної загальнообов'язкової середньої освіти.
Початкова освіта у школах Великої Британії починається у п'ятирічному віці дитини. Її надають 2 види закладів: державні та приватні. В початковій школі діти навчаються читати і писати, рахувати, працювати з пластиліном, папером. Окрім рідної мови діти вивчають французьку та латину. Переважна більшість занять проходить в ігровій формі. Оцінювання відбувається по 10-бальній системі, в деяких школах є і 100-бальне оцінювання. Завершується початкова освіта відбірковими іспитами «11+».
В середній школі навчають до досягнення учнями 16-річного віку. В 10 класі середньої школи учень має обрати 5-10 дисциплін, які після двох років цілеспрямованого вивчення ляжуть в основу іспитів на загальний сертифікат про середню освіту (аналог українського атестата про повну загальну середню освіту). На цьому обов'язкова освіта у Великій Британії вважається завершеною.
Загальний Сертифікат про Середню Освіту не дає права на вступ до вищого навчального закладу. Це право можна здобути, отримавши загальний сертифікат про поглиблений рівень освіти. Для підготовки до вступу у вузи у Великій Британі, є коледжі подальшої освіти і коледжі третього рівня, де викладаються не тільки освітні предмети поглибленого рівня, але і надається професійна освіта. Успішне закінчення коледжу подальшої освіти дає право як працювати за отриманою професією, так і вступити до вищого навчального закладу.
Вища освіта у Великій Британії є державною, навчання здійснюється у понад 850 вищих навчальних закладах (43 університетах, 159 педагогічних коледжах, 30 політехнічних інститутах тощо). Найпрестижнішими університетами є Оксфордський університет (заснований у 1168 році) та Кембриджський університет (1209 рік), які разом іноді називають Оксбридж.
Вища академічна освіта Великої Британії є двоступеневою:
- Перший ступінь — додипломне навчання (Undergraduate education/UG), академічний курс на базі середньої освіти на присудження ступеня бакалавра. Ступінь бакалавра буває двох видів: звичайним і ступенем з відзнакою. Для отримання диплома звичайного ступеня вивчається значна кількість дисциплін, для ступеня бакалавра з відзнакою, глибоко вивчається обмежена кількість предметів (зазвичай, одного основного і двох-трьох допоміжних).
- Другий ступінь — післядипломне навчання (Postgraduate education), академічний курс на базі вищої освіти на присудження ступеня магістра, магістра філософії та доктора філософії. Програма підготовки магістрів, як правило, включає формулювання основних положень (тез) дисертації та вивчення спецкурсів дисциплін, кількість яких коливається від чотирьох до десяти.

Курс університетського навчання продовжується у Великій Британії, як-правило, 3 роки. Навчальний рік поділяється на 3 семестри. Основними формами організації навчання є лекції, семінари, дискусії, тьюторські заняття: заняття невеликої групи студентів з одним наставником протягом усього вузівського періоду. Тьютор (наставник) тримає в полі зору успішність студента, формування його як спеціаліста.